# USS Scranton (SSN-756)
| USS Scranton (SSN-756)     | USS Scranton (SSN-756)                                                                                          | USS Scranton (SSN-756)                                                                                          |
| -------------------------- | --- | --- |
| USS Scranton (SSN-756)     | | |
|                            | | |
|                            | | |
| Історія човна              | | |
| Порт приписки              | Сан-Дієго, Каліфорнія                                                                                           | Сан-Дієго, Каліфорнія                                                                                           |
| Спуск на воду              | 3 липня 1989 року                                                                                               | 3 липня 1989 року                                                                                               |
| Сучасний статус            | в активній службі                                                                                               | в активній службі                                                                                               |
| Проєкт                     | | |
| Тип ПЧ                     | ПЧАРК | ПЧАРК |
| Класифікація НАТО          | Los Angeles class                                                                                               | Los Angeles class                                                                                               |
| Основні характеристики     | | |
| Швидкість (надводна)       | 15 вузлів | 15 вузлів |
| Швидкість (підводна)       | 32 вузла | 32 вузла |
| Екіпаж                     | 98 матросів, 12 офіцерів                                                                                        | 98 матросів, 12 офіцерів                                                                                        |
| Розміри                    | | |
| Довжина найбільша (по КВЛ) | 110,3 метра | 110,3 метра |
| Ширина корпусу найб.       | 10 метрів | 10 метрів |
| Середня осадка (по КВЛ)    | 9,4 метра | 9,4 метра |
| Озброєння                  | | |
| Торпедно- мінне озброєння  | 4х533-мм торпедні апарати, призначені для стрільби торпедами Mk.46, Mk.48, а також ракетами Harpoon (6-8 ракет) | 4х533-мм торпедні апарати, призначені для стрільби торпедами Mk.46, Mk.48, а також ракетами Harpoon (6-8 ракет) |
| Ракетне озброєння          | 12 вертикальних шахт, призначених для пусків ракет Harpoon і Tomahawk.                                          | 12 вертикальних шахт, призначених для пусків ракет Harpoon і Tomahawk.                                          |

«Скрентон» (англ. USS Scranton (SSN-756)) — багатоцільовий атомний підводний човен, є 45-тим в серії з 62 підводних човнів типу «Лос-Анджелес», побудованих для ВМС США. Він став другим кораблем ВМС США, названим на честь міста Скрентон, штат Пенсільванія. Призначений для боротьби з підводними човнами і надводними кораблями противника, а також для ведення розвідувальних дій, спеціальних операцій, перекидання спецпідрозділів, нанесення ударів, мінування, пошуково-рятувальних операцій.

## Історія створення

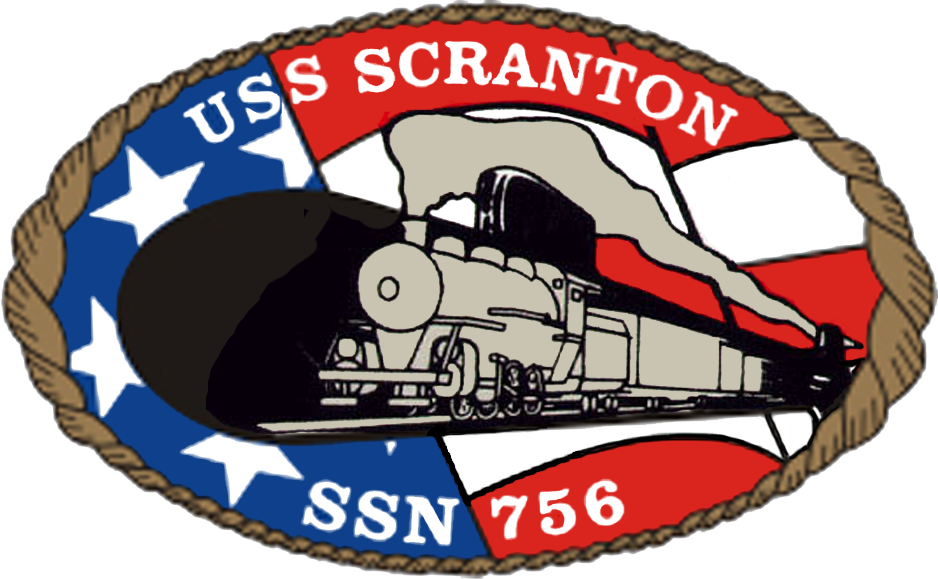
Емблема човна

Контракт на будівництво був присуджений 26 листопада 1984 року компанії Newport News Shipbuilding, сухий док якої, розташований в Ньюпорт-Ньюс, штат Вирджинія. Церемонія закладки кіля відбулася 29 серпня 1986 року. 3 липня 1989 року відбулася церемонія хрещення і спуску на воду. Хрещеною матір'ю стала Сара Макдейд. Човен введений в експлуатацію 26 січня 1991 року. Порт приписки стала військово-морська база Норфолк, штат Вірджинія. 21 листопада 2016 прибув у новий порт приписки Сан-Дієго, штат Каліфорнія.

## Історія служби
У 1995/1996 роках підводний човен супроводжував авіаносець «Джордж Вашингтон» в місії на Середземному морі та Перській затоці, де брав участь в операції «Південний дозор».У 2001 році вийшов крізь лід товщиною чотири фути на Північному полюсі. У 2005 році взяв участь у спільних навчаннях з ВМС Пакистану.

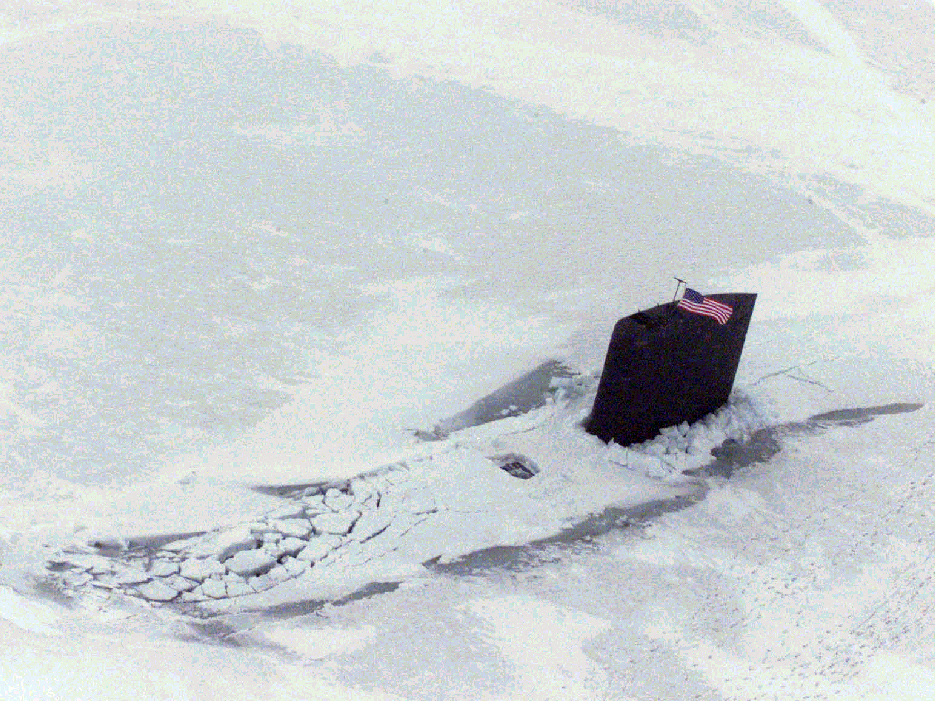
На Північному полюсі в 2001 році

У 2006 році підводний човен служив випробувальним майданчиком для довготривалої системи розвідки мін, — автономного підводного апарата, що використовується для пошуку морських мін .
20 лютого 2009 року покинув порт приписки Норфолк для запланованого розгортання в складі ударної групи авіаносця «Дуайт Ейзенхауер» в зоні відповідальності 5-го флоту, з якого повернувся 20 серпня.
19 березня 2011 року підводний човен здійснив запуск крилатих ракет «Томагавк» у протиповітряну оборону Лівії в рамках операції «Одіссея. Світанок».
4 серпня 2014 прибув на військово-морську верф в Портсмут для проведення капітального ремонту, яку покинув 3 вересня 2016 року. За час проведення капітального ремонту на підводному човні були модернізовані основні системи, в тому числі системи управління вогнем та гідроакустику.
21 листопада 2016 прибув в новий порт приписки в Сан-Дієго, штат Каліфорнія.